# Monohelea lutea
Monohelea lutea är en tvåvingeart som beskrevs av Tokunaga 1963. Monohelea lutea ingår i släktet Monohelea och familjen svidknott. Inga underarter finns listade i Catalogue of Life.